# Cohors I Raetorum (Germania)

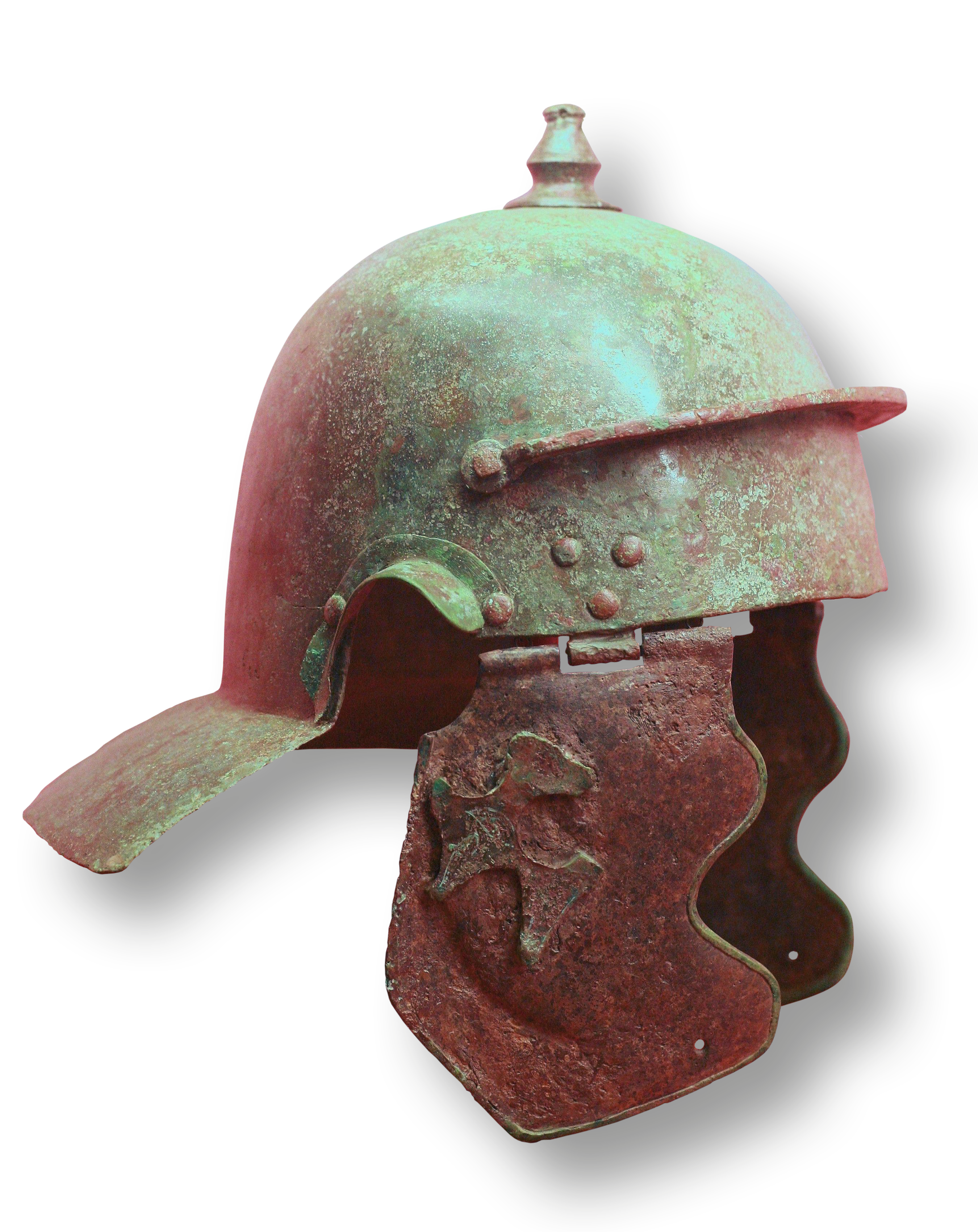
Weisenau Helm in Carnuntum

Die Cohors I Raetorum [equitata] [civium Romanorum] [pia fidelis] (deutsch 1. Kohorte der Räter [teilberitten] [der römischen Bürger] [loyal und treu]) war eine römische Auxiliareinheit. Sie ist durch Militärdiplome, eine Inschrift und einen Ziegelstempel belegt.

## Namensbestandteile
- Cohors: Die Kohorte war eine Infanterieeinheit der Auxiliartruppen in der römischen Armee.

- I: Die römische Zahl steht für die Ordnungszahl die erste (lateinisch prima). Daher wird der Name dieser Militäreinheit als Cohors prima .. ausgesprochen.

- Raetorum: der Räter. Die Soldaten der Kohorte wurden bei Aufstellung der Einheit aus dem Volk der Räter auf dem Gebiet der römischen Provinz Raetia rekrutiert. Die Hilfstruppeneinheiten der Räter wurden laut Tacitus zu zwei verschiedenen Zeitpunkten aufgestellt: nach der Eroberung Raetiens um 15 v. Chr. sowie um 70 n. Chr. in Folge des Helvetieraufstands.[1]

- equitata: teilberitten. Die Einheit war ein gemischter Verband aus Infanterie und Kavallerie. Der Zusatz kommt auf einem Ziegel[2] vor.

- civium Romanorum: der römischen Bürger. Den Soldaten der Einheit war das römische Bürgerrecht zu einem bestimmten Zeitpunkt verliehen worden. Für Soldaten, die nach diesem Zeitpunkt in die Einheit aufgenommen wurden, galt dies aber nicht. Sie erhielten das römische Bürgerrecht erst mit ihrem ehrenvollen Abschied (Honesta missio) nach 25 Dienstjahren. Der Zusatz kommt in den Militärdiplomen von 98 bis 127 und auf einem Ziegel[3] vor.

- pia fidelis: loyal und treu. Domitian (81–96) verlieh den ihm treu gebliebenen römischen Streitkräften in Germania inferior nach der Niederschlagung des Aufstands von Lucius Antonius Saturninus die Ehrenbezeichnung pia fidelis Domitiana.[4] Der Zusatz kommt in einer Inschrift[5] vor.

Da es keine Hinweise auf den Namenszusatz milliaria (1000 Mann) gibt, war die Einheit eine Cohors quingenaria equitata. Die Sollstärke der Kohorte lag bei 600 Mann (480 Mann Infanterie und 120 Reiter), bestehend aus 6 Centurien Infanterie mit jeweils 80 Mann sowie 4 Turmae Kavallerie mit jeweils 30 Reitern.

## Geschichte
Die Kohorte war in der Provinz Germania inferior stationiert. Sie ist auf Militärdiplomen für die Jahre 98 bis 153/154 n. Chr. aufgeführt.
Die Einheit war um 89 während des Aufstands von Lucius Antonius Saturninus Teil der Truppen in Germania inferior. Durch ein Diplom ist die Kohorte erstmals 98 in der Provinz nachgewiesen. In dem Diplom wird die Kohorte als Teil der Truppen (siehe Römische Streitkräfte in Germania inferior) aufgeführt, die in Germania inferior stationiert waren. Weitere Diplome, die auf 101 bis 153/154 datiert sind, belegen die Einheit in derselben Provinz.
Der letzte Nachweis der Einheit beruht auf einer Inschrift, die auf 211/222 datiert wird.

## Standorte
Standorte der Kohorte in Germania Inferior waren möglicherweise:
- Lugdunum Batavorum: eine Inschrift[10] wurde hier gefunden.

- Rigomagus (Remagen): ein Ziegel[11] mit dem Stempel der Einheit wurde hier 1905 gefunden.[12] Hier wird auch ihr Garnisonsort gemutmaßt, bevor sie in den Norden der Provinz, in den Westen der Niederlande verlegt wurde.[13]

## Angehörige der Kohorte
Folgende Angehörige der Kohorte sind bekannt.

### Kommandeure
| - Gaius Cassius Primus, ein Präfekt - Gaius Rasinius Tettianus, ein Präfekt - Marcus Petronius Honoratus, ein Präfekt | - M(arcus) Pon[tius] []tius, ein Präfekt (CIL 11, 3101) - Publius Besius Betuinianus Gaius Marius Memmius Sabinus, ein Präfekt |

### Sonstige
| - Attio Montanus, ein Soldat (CIL 13, 7047) - [F]irmus, ein Veteran (CIL 13, 7684) | - Veiagenus, ein Soldat (CIL 13, 6240) |